# لغة الوالي (السودان)
لغة الوالي هي إحدى لغات التلال النوبية المستخدمة في جبال النوبة في جنوب السودان، يتحدث بها حوالي 9000 شخص، يتحدث الأطفال الصغار اللغة الإنجليزية والوالي، ومن المتوقع أن يستمر الجيل القادم في التواصل باستخدام لغة الوالي.